# 魯揚山
42°21′58″N 21°49′06″E / 42.36611°N 21.81833°E
魯揚山是塞爾維亞的山峰，位於該國南部，處於首都貝爾格萊德以南290公里，海拔高度969米，每年平均降雨量887毫米，受溫帶大陸性濕潤氣候影響。